# Municipio metropolitano de Trafford
Trafford es un municipio metropolitano del Gran Mánchester, Inglaterra, con una población aproximada de 233.300 habitantes en 2015. Trafford es sede del equipo de fútbol Manchester United F.C. así como del Lancashire County Cricket Club. Desde 2002 alberga también el Imperial War Museum North.

## Geografía
El municipio tiene una superficie de 106 km² e incluye las localidades de Altrincham, Partington, Sale, Stretford y Urmston. El municipio fue oficialmente constituido el 1 de abril de 1974. El río Mersey discurre a través de él, separando North Trafford de South Trafford, así como los condados históricos de Lancashire y Cheshire.

## Historia
Existen evidencias de actividad en la zona durante el Neolítico y la Edad del Bronce. La calzada romana que unía las fortalezas de Deva Victrix (Chester) y Eboracum (York) atravesaba el lugar que hoy ocupan las localidades de Stretford, Sale y Altrincham. El municipio cuenta con dos castillos, uno de ellos declarado monumento planificado, y más de doscientos edificios declarados monumento clasificado. A finales del siglo XIX, la población creció rápidamente debido a la industrialización de la zona con la llegada del ferrocarril.

## Economía
Trafford posee una sólida economía con unos niveles de desempleo muy bajos. La actividad económinca se centra dos grandes polígonos industriales, Trafford Park industrial estate y the Trafford Centre, así como en un buen número de centros comerciales localizados en la periferia de las áreas residenciales. Trafford es el único municipio del Gran Mánchester, junto con la ciudad de Mánchester, que está por encima del promedio nacional de ingresos semanales del Reino Unido. Socialmente, las clases trabajadoras se concentran en las localidades de Old Trafford y Stretford mientras que la clase media habita mayoritariamente en Bowdon y Hale.